# Andrei Zamkovoi
Andrei Zamkovoi (n. 4 iulie 1987, Svobodnîi, RSFS Rusă, URSS) este un boxer rus, medaliat olimpic. A participat la 3 ediții ale Jocurilor Olimpice (2012, 2016, 2020) în care a câștigat o medalie de bronz.